# Olbia (Libyen)

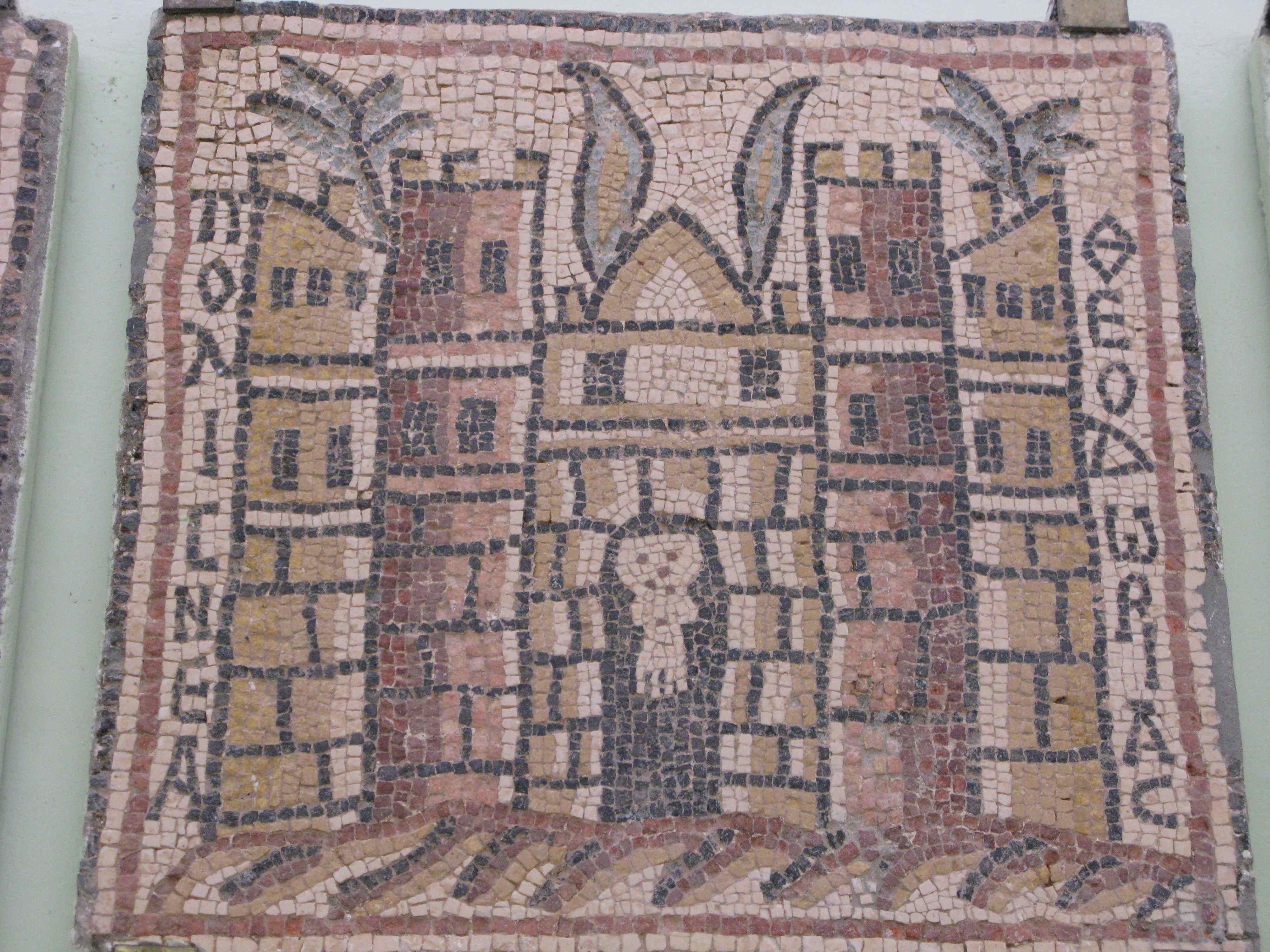
Dieses Mosaik erinnert an die Neugründung von Olbia durch Theodora I. (Östliche Kirche)

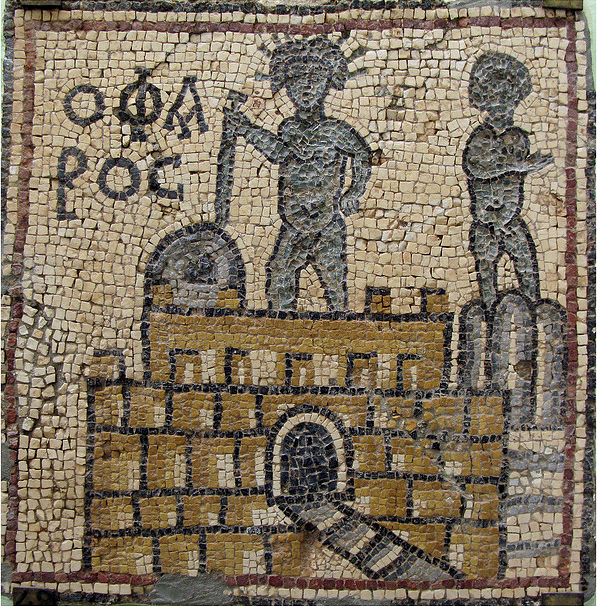
Mosaik des Pharos von Alexandria

 Olbia oder Theodorias war eine römische und byzantinische Stadt in Nordafrika, auf dem Gebiet des heutigen Libyen in der Region Kyrenaika. Der moderne Name der archäologischen Fundstätte ist Qasr Libya nach der Burg (Qasr) aus der islamischen Periode oder Lebia als Korruption des alten Namens Olbia.

## Lage
Die Fundstätte befindet sich auf einer Anhöhe bei Qasr Libya, an der Hauptstraße von al-Mardsch nach Al-Baida, in Höhe der Abzweigung nach Marawah in Richtung Süden.

## Geschichte
Nach der Zerstörung durch die Vandalen und nach Übergriffen durch Laguatan (Lwatae)-Nomaden erfolgte im Jahre 539 die Neugründung von Olbia als Polis Nea Theodorias  durch Kaiser Justinian I. zu Ehren seiner Gemahlin Theodora I., die ihre Jugend in dem nahe gelegenen Apollonia verbracht hatte.
Olbia gehörte zum Exarchat von Afrika, bis es 643/644 während der islamischen Eroberung Nordafrikas von den Arabern erobert wurde.
In der Stadt gab es zwei byzantinische Kirchen. Die westliche wurde in das Qasr, das als Museum dient, integriert. Die östliche Kirche wurde in der Mitte der 1950er Jahre von Richard Goodchild ausgegraben. In quadratischen Löchern im Boden der Eingangshalle waren fünfzig kleine Mosaiken mit einer Gesamtfläche von 10,5 m × 6 m eingelassen. Dargestellt wurden spirituelle Wesen der vorrömischen Epoche, ebenso wie christliche Symbolik, die Neugründung und Verschönerung der Stadt durch Theodora, Tiere, die vier Flüsse des Paradieses aus der Genesis: Geon (Nil), Physon (Ganges), Euphrat und Tigris, und die bekannte Welt. Neben Göttern und Göttinnen gibt es Bilder von menschlichen Figuren, Reitern, Musikern, Seeleuten (einschließlich eines Meermannes mit Dreizack), Seeungeheuern, Vögeln, Straußen, Krokodilen, Stieren, Zebras und Leoparden. Im Vergleich zur offiziellen kaiserlichen Kunst jener Zeit erscheint die Art der Darstellung etwas grob, aber lebhaft und sehr bunt. Die fünfzig Mosaiken wurden in das Museum in der osmanisch-italienischen Festung gegenüber der Kirche gebracht und dort ausgestellt.